# Bredene Koksijde Classic 2022
La Bredene Koksijde Classic 2022, diciannovesima edizione della corsa e valevole come quattordicesima prova dell'UCI ProSeries 2022 categoria 1.Pro, si svolse il 18 marzo 2022 su un percorso di 200,9 km, con partenza da Bredene e arrivo a Koksijde, in Belgio. La vittoria fu appannaggio del tedesco Pascal Ackermann, il quale completò il percorso in 4h29'30", alla media di 44,727 km/h, precedendo il francese Hugo Hofstetter e il belga Tim Merlier.
Sul traguardo di Koksijde 99 ciclisti, su 132 partiti da Bredene, portarono a termine la competizione.

## Squadre e corridori partecipanti
| N.    | Cod. | Squadra                     |
| ----- | ---- | --------------------------- |
| 1-7   | AFC  | Alpecin-Fenix               |
| 11-17 | QST  | Quick-Step Alpha Vinyl Team |
| 21-27 | LTS  | Lotto Soudal                |
| 31-37 | UAD  | UAE Team Emirates           |
| 41-47 | BOH  | Bora-Hansgrohe              |
| 51-57 | IPT  | Israel-Premier Tech         |
| 61-66 | TFS  | Trek-Segafredo              |
| 71-77 | IWG  | Intermarché-Wanty-Gobert    |
| 81-87 | COF  | Cofidis                     |
| 91-97 | DSM  | Team DSM                    |

| N.      | Cod. | Squadra                   |
| ------- | ---- | ------------------------- |
| 101-107 | ARK  | Team Arkéa-Samsic         |
| 111-116 | TEN  | TotalEnergies             |
| 121-127 | UXT  | Uno-X Pro Cycling Team    |
| 131-137 | BBK  | B&B Hotels-KTM            |
| 141-147 | SVB  | Sport Vlaanderen-Baloise  |
| 151-157 | BWB  | Bingoal Pauwels Sauces WB |
| 161-167 | BCF  | Bardiani-CSF-Faizanè      |
| 172-177 | HPM  | Human Powered Health      |
| 181-187 | MCT  | Minerva Cycling           |
| 191-197 | TIS  | Tarteletto-Isorex         |

## Ordine d'arrivo (Top 10)
| Pos. | Corridore          | Squadra     | Tempo    |
| ---- | ------------------ | ----------- | -------- |
| 1    | Pascal Ackermann   | UAE         | 4h29'30" |
| 2    | Hugo Hofstetter    | Arkéa       | s.t.     |
| 3    | Tim Merlier        | Alpecin     | s.t.     |
| 4    | Sam Welsford       | DSM         | s.t.     |
| 5    | Gerben Thijssen    | Intermarché | s.t.     |
| 6    | Timothy Dupont     | Bingoal     | s.t.     |
| 7    | Søren Wærenskjold  | Uno-X       | s.t.     |
| 8    | Luca Mozzato       | B&B         | s.t.     |
| 9    | Arnaud De Lie      | Lotto       | s.t.     |
| 10   | Bert Van Lerberghe | Quick-Step  | s.t.     |